# Coup d'État de mai (Pologne)
Pour les articles homonymes, voir Coup d'État de mai.
Le coup d'État de mai (en polonais : Przewrót majowy ou zamach majowy) est un coup d'État réalisé en Pologne par le maréchal Józef Piłsudski entre le 12 et le 14 mai 1926. Le coup d'État renversa le président Stanisław Wojciechowski et le gouvernement du premier ministre Wincenty Witos. Un nouveau gouvernement fut installé, dirigé par le professeur de l’université nationale polytechnique de Lwów, Kazimierz Bartel.
Initialement Piłsudski devait être président, mais il se désista en faveur de Ignacy Mościcki. Piłsudski, cependant, resta le politicien le plus influent de Pologne, et devint l'inspirateur de la politique gouvernementale jusqu'à sa mort en 1935.

## Genèse
En novembre 1925, le gouvernement de Władysław Grabski fut remplacé par celui de Aleksander Skrzyński, qui reçut le soutien de différentes formations opposées : la Narodowa Demokracja (démocratie nationale), le parti Piast et le parti socialiste polonais (PPS). Cependant, après que le PPS eut retiré son soutien, le gouvernement tomba et fut remplacé par celui du premier ministre Wincenty Witos, constitué du parti populaire polonais "Piast" et de l'Union chrétienne d'unité nationale (Chrześcijański Związek Jednosci Narodowej) formant la coalition Chjeno-Piast. Ce nouveau gouvernement détenait néanmoins encore moins de soutien populaire que les précédents.
Les gouvernements successifs cristallisaient sur eux tous les ressentiments nés d'une politique étrangère impuissante et d'une situation interne dégradée. À l'extérieur, la signature du traité de Locarno ne résolvait en rien les problèmes territoriaux avec l'Allemagne. Les puissances alliées occidentales avaient sacrifié la garantie des frontières occidentales de la Pologne à l'établissement de bonnes relations avec la jeune république allemande. En outre, le chômage ne cessait de monter, et les restrictions des budgets militaires engagées par Sikorski, ministre du gouvernement Grabski, mécontentaient une part de l'armée et les nationalistes.
Des déclarations de Józef Piłsudski, héros de la Première Guerre mondiale et père de la Deuxième République polonaise, qui considérait les changements de majorité incessants à la Diète (parlement polonais) comme chaotiques et nuisibles, préparèrent le terrain pour le coup d'État.

## Coup d'État
Le 10 mai 1926, une coalition gouvernementale réunissant des chrétiens-démocrates et des agrariens fut formée par Witos, ce qui déclencha la colère des partis de gauche, dont Piłsudski était l'un des dirigeants. Le lendemain, celui-ci, dans une interview publié dans le Kurier Poranny (Le Courrier du matin), déclara qu'il était « prêt à combattre le mal » de la Sejmokracja et promit un « assainissement» (en polonais « sanacja ») de la vie politique. L'édition du journal fut censurée par les autorités.
La nuit du 11 mai au 12 mai, l’état d'alerte fut déclaré dans la garnison militaire de Varsovie, et certaines unités marchèrent sur Rembertów, où Piłsudski. détenait un commandement, et elles s'engagèrent à le soutenir. Le 12 mai, le maréchal et ses partisans  marchèrent sur Varsovie et capturèrent les ponts sur la Vistule. Pendant ce temps, le gouvernement de Wincenty Witos déclara l'état d’urgence.

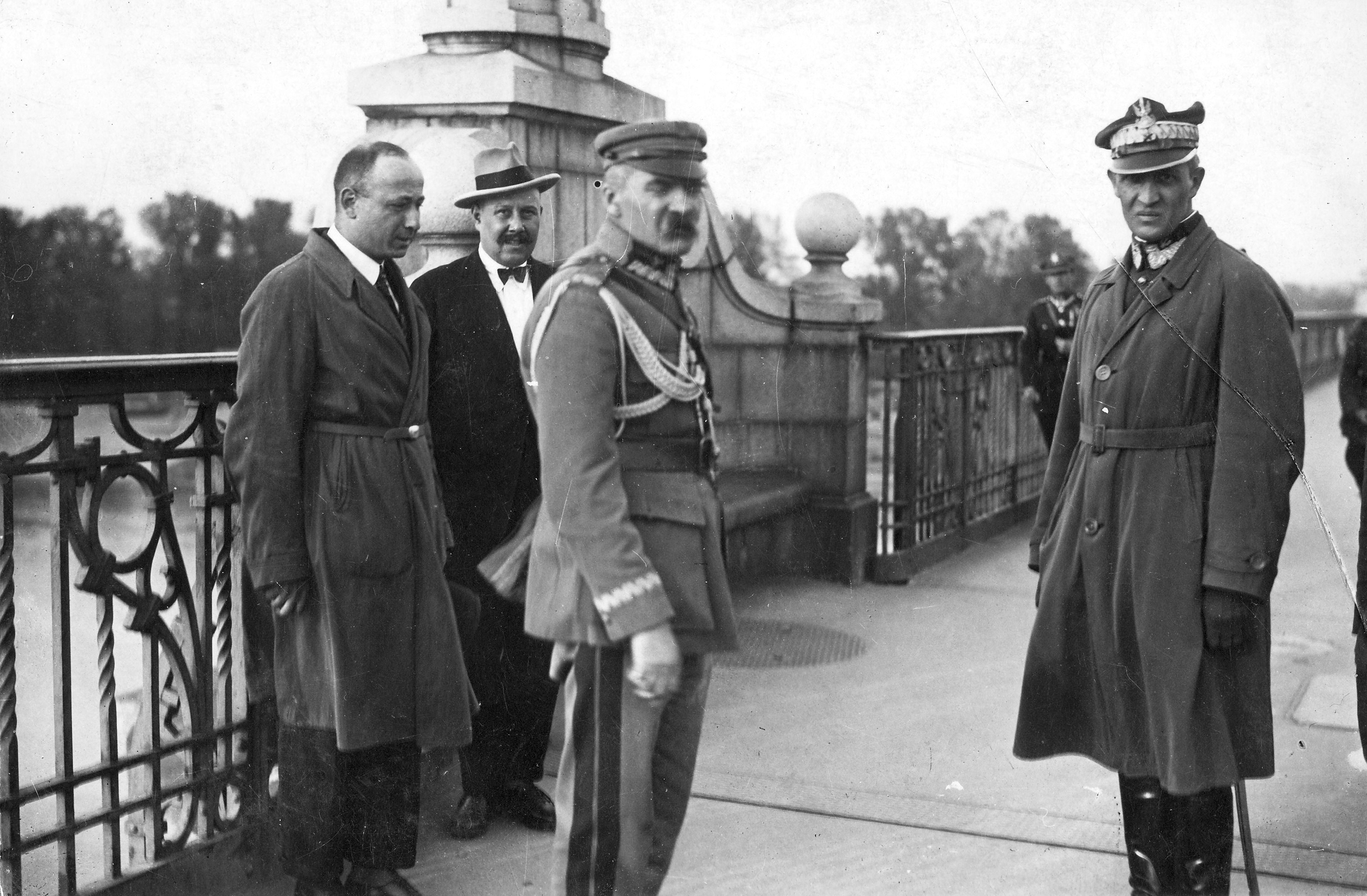
Piłsudski (au centre) sur le pont Poniatowski, à Varsovie, le 12 mai 1926, durant le coup d’état de mai. À droite, se trouve le général Gustaw Orlicz-Dreszer.

Vers 17 heures, le maréchal Pilsudski rencontra le président Stanisław Wojciechowski sur le pont Poniatowski. Piłsudski exigea la démission du cabinet Witos, alors que le président le sommait « de rentrer dans l’obéissance et de se soumettre au pouvoir légalement établi ». Faute de résultat dans ces négociations, des combats éclatèrent vers 19h.
Le lendemain, les négociations reprirent, sous la médiation de Mgr Aleksander Kakowski et du maréchal de la Diète Maciej Rataj. Ces négociations, cependant, n'apportèrent aucune solution à l’impasse. Le 14 mai, le parti socialiste polonais déclara son soutien aux rebelles et appela à une grève générale, soutenue par l'Union des cheminots (Związek Zawodowy Kolejarzy). La grève des cheminots socialistes paralysa les communications et empêcha des renforts militaires pro-gouvernementaux d'atteindre Varsovie.
Finalement, pour éviter que les combats dans Varsovie ne se transformassent en une guerre civile à l'échelle nationale, Wojciechowski et Witos se démirent de leurs fonctions.
Lors de ces évènements, les partisans de Piłsudski rencontrèrent la résistance de troupes loyalistes. Les combats de rue dans Varsovie tuèrent 215 soldats et 164 civils, et blessèrent plus de 900 personnes.
Un nouveau gouvernement fut formé par le premier ministre Kazimierz Bartel, avec Piłsudski comme ministre des Affaires militaires. Le 31 mai, l'Assemblée nationale (Zgromadzenie Narodowe) nomma Piłsudski président, mais il refusa la charge. Finalement, Ignacy Mościcki devint le nouveau président. Piłsudski, cependant, exerça, de facto, beaucoup plus de pouvoir que son ministère militaire ne lui en avait donné.

## Conséquences
Piłsudski initia une politique d'« assainissement » (Sanacja (en)) (1926-1939), menée par des moyens autoritaires (gouvernement par décret, censure) et centrée sur le rétablissement des bonnes mœurs de la vie publique. Une bonne conjoncture économique, qui coïncida avec le coup d'État et perdura jusqu'en 1929, fit que cette politique ne suscita que peu de protestations.
Jusqu'à sa mort en 1935, Piłsudski joua un rôle prépondérant dans le gouvernement de la Pologne, bien que ses fonctions officielles – à l'exception de deux périodes où il fut Premier ministre de 1926 à 1928 et en 1930 – se limitèrent, pour la plupart du temps, à celles de ministre de la Défense et d'inspecteur général des forces armées. Sa prise de pouvoir permit l'accès aux sphères dirigeantes d'anciens subordonnés, lesquels constituèrent entre sa mort et l'invasion de 1939, le « gouvernement des colonels. »
L'adoption d'une nouvelle constitution polonaise en avril 1935 (la Constitution d’avril), écrite par les partisans de Piłsudski pour lui - ils prévoyaient une présidence forte - vint trop tardivement pour que Piłsudski devînt chef de l'État. Mais cette constitution fut néanmoins mise en place et resta en vigueur jusqu'au début de la Seconde Guerre mondiale, et même au-delà, puisqu'elle resta celle du gouvernement en exil.